# Iglesia Bautista Nuevos Horizontes
Iglesia Bautista Nuevos Horizontes (en idioma: New Horizons Baptist Church) es una iglesia bautista en Halifax, Nueva Escocia, fundada por los refugiados de raza negra en 1832.
Bajo la dirección de Richard Preston, la iglesia sentó las bases para la acción social para abordar la difícil situación de los negros de Nueva Escocia.
La cantante canadiense Portia White fue miembro y directora del coro en la Iglesia Bautista Nuevos Horizontes.
Desde 2007 es dirigida por la pastora Rhonda Britton.